# Průzkumy památek
Průzkumy památek jsou specializovaný časopis, který prezentuje výsledky stavebně-historických, uměleckohistorických, archeologických či restaurátorských průzkumů a výzkumů stavebních i movitých památek. Vychází dvakrát ročně od roku 1994. Výjimečně je doplňován také obsáhlými monografickými přílohami. Vydavatelem časopisu je středočeské územní odborné pracoviště Národního památkového ústavu. Časopis patří mezi recenzovaná neimpaktovaná periodika. Vedoucím redaktorem je Jan Kypta, výkonnou redaktorkou Olga Klapetková.